# Cyanocorax sanblasianus
Gaio-de-san-blas ou gaio-de-são-brás (Cyanocorax sanblasianus) é uma espécie de ave da família Corvidae.
É endémica do México.
Os seus habitats naturais são: florestas secas tropicais ou subtropicais .